# Onobrychis petraea
Onobrychis petraea là một loài thực vật có hoa trong họ Đậu. Loài này được (Willd.) Fisch. miêu tả khoa học đầu tiên.